# ドイツ倫理委員会
ドイツ倫理委員会（ドイツりんりいいんかい、英語:German Ethics Council、ドイツ語: Deutscher Ethikrat）は、ドイツの専門家からなる独立した委員会で、個人と社会に関する倫理、社会、科学、医療、法律における諸問題について決議を下している。前身組織は国家倫理委員会（National Ethics Council、2001年6月 - 2008年2月）。26人の定員の半数は、首相とドイツ連邦政府によって推薦され、残りの半数はドイツ連邦議会によって推薦される。最終的なメンバーはドイツ連邦議会議長が指名する。

## 近親相姦
2014年9月24日、ドイツ倫理委員会は、近親相姦の禁止は市民の権利を侵害するとして、政府に対して兄弟姉妹間の近親相姦を犯罪とする法律を廃止するよう勧告した。